# Вилена (микрорегион)
Микрорегион Вилена е един от осемте микрорегиона на бразилския щат Рондония, част от мезорегион Източна Рондония. Образуван е от шест общини (градове).

## Общини
- Вилена
- Паресис
- Пимента Буено
- Примавера ди Рондония
- Сао Фелипи д'Оести
- Шупингуая